# Pascal Mariini
Pascal Mariini (* 28. November 1960 in Le Cannet) ist ein ehemaliger französischer Fußballspieler.

## Karriere
In seiner Jugend spielte Mariini bei mehreren Klubs in seiner Heimatregion rund um Cannes, ehe er 1979 in das nationale Ausbildungszentrum für Fußballer INF Vichy aufgenommen wurde. Mit der dortigen Mannschaft gelang ihm 1980 der Gewinn der Coupe Gambardella; im selben Jahr unterschrieb er mit 19 Jahren beim SEC Bastia seinen ersten Profivertrag. Mit dem korsischen Verein trat er in der höchsten französischen Spielklasse an, auch wenn er zunächst nicht über eine Rolle als Ergänzungsspieler hinauskam. Dementsprechend stand er nicht auf dem Platz, als das Team im Pokalfinale 1981 einen 2:1-Sieg gegen die AS Saint-Étienne erreichte. Danach avancierte er für die Dauer einer Spielzeit zum Stammspieler, bevor er auf seine alte Position degradiert wurde. 
Als Bastia 1983 zahlreiche Neuverpflichtungen tätigte, entschied sich der Spieler für einen Wechsel und unterschrieb beim Zweitligisten RC Besançon. Bei Besançon war er als zentraler Stürmer gesetzt und konnte nach einer mäßigen Zahl von Torerfolgen 14 Treffer in seiner ersten Saison und 18 in seiner zweiten erzielen; zwar konnte er den Klub nicht in die Nähe der Aufstiegsplätze bringen, doch weckte er das Interesse zahlreicher Erstligisten und kehrte 1985 in die oberste Liga zurück, als er beim Stade Brest unterschrieb. In der Offensive Brests spielte er an der Seite von Gérard Buscher; beide Angreifer erzielten im Verlauf der Saison 1985/86 je 14 Tore und standen auf Platz sieben der Torjägerliste, gerieten mit der Mannschaft aber dennoch an den Rand eines Abstiegs. Obwohl Mariini persönlich in der nachfolgenden Spielzeit nicht mehr über sieben Tore hinauskam, schaffte er mit der Mannschaft den Sprung in die obere Tabellenhälfte; allerdings hatte diese Situation zugleich zur Folge, dass er Brest 1987 aufgrund des Misstrauens der Verantwortlichen verlassen musste.
Im selben Jahr unterschrieb der Profi beim Erstligaaufsteiger Chamois Niort, dessen direkten Wiederabstieg im Jahr 1988 er jedoch nicht abwenden konnte. Auf Leihbasis kehrte er im selben Jahr zu seinem in SC Bastia umbenannten Ex-Verein zurück, der zwischenzeitlich ebenfalls in die zweite Liga abgestiegen war. Bei Bastia lief er an der Seite des Senegalesen Amara Traoré auf und verbrachte mit zwölf Treffern in 25 Partien ein erfolgreiches Jahr auf Korsika; im Anschluss daran wechselte er nicht wieder zu Niort, sondern unterschrieb beim Zweitligisten FC Martigues. Er erzielte lediglich drei Treffer und verließ den Verein 1990 wieder, um zum Ligakonkurrenten Gazélec FC Ajaccio auf Korsika zu gehen. 1991 beendete Mariini mit 30 Jahren nach 144 Erstligapartien mit 35 Toren und 140 Zweitligapartien mit 53 Toren seine Profilaufbahn. Er spielte ein weiteres Jahr als Amateur auf Korsika und arbeitete anschließend für die Stadtverwaltung von Ghisonaccia; nebenberuflich war er für die Freiwillige Feuerwehr im Einsatz und machte die Brandbekämpfung auf Korsika später zu seinem Hauptberuf.